# Dana Medřická
Dana Medřická (ur. 11 lipca 1920 w Pradze, zm. 21 stycznia 1983 tamże) – czechosłowacka aktorka; małźonka Václava Vydry (młodszego) i matka Václava Vydry (najmłodszego).

## Życiorys
W 1940 r. ukończyła praskie konserwatorium, w latach 1940–1942 grała w Brnie, w latach 1942-1943 w Pilźnie, w latach 1943–1944 w teatrze Uránie, w latach 1945–1959 w Miejskich Teatrach Praskich, w latach 1950–1951 w Teatrze Wojska Czechosłowackiego oraz w latach 1959–1983 w Teatrze Narodowym w Pradze.
Jedna z najważniejszych aktorek czeskich nie tylko wieku XX. W 2008 r. zajęła drugie miejsce kobiece w ankiecie Telewizji Czeskiej „Gwiazda Mojego Serca”.
Jej dynamiczne i nowoczesne aktorstwo pozwalało tworzyć dramatycznie i psychologicznie skomplikowane postacie, również bohaterek ludowych, często komediowych.

## Role teatralne
- Lizzie (Jean-Paul Sartre, Ladacznica z zasadami, 1947)
- Slávka (F. Šrámek, Měsíc nad řekou, 1954)
- Amelia (E. de Filippo, Neapol, miasto milionów, 1957)
- Masza (Anton Czechow, Mewa, 1960)
- Blanche (Tennessee Williams, Tramwaj zwany pożądaniem, 1965)
- Poncie (Federico Garcia Lorca, Dom Bernardy Alba, 1967)

## Role telewizyjne
- serial Taková normální rodinka (1970)
- film Romeo a Julie na konci listopadu (1972)
- serial Byl jednou jeden dům (1974)
- serial Kobieta za ladą (1977) jako matka Anny
- serial Szpital na peryferiach / Nemocnice na kraji města (1981)
- serial Dnes v jednom domě (1979)
- serial My všichni školou povinní (1984)

## Filmografia
- Počestné paní pardubické (1944)
- 13 komisariat (1946)
- Předtucha (1947)
- Měsíc nad řekou (1953)
- Ošklivá slečna (1959)
- Ikaria XB 1 (1963)
- Kto chce zabić Jessii? (1966)
- Noc klavíristy (1976)
- Léto s kovbojem (1976)
- Fandy, ó Fandy (1983)